# Echa Pa'lla (Manos Pa'rriba)
"Echa Pa'lla (Manos Pa'rriba)" é uma canção do cantor norte-americano Pitbull, gravada para o seu sétimo álbum de estúdio Global Warming. A canção contém a participação de Papayo. Foi escrita por Perez, Gregor Salto, Manuel Corrao, Vargas, Tzvetin Todorov, sendo que a produção ficou a cargo de DJ Buddha, Gregor Salto e Todorov. A sua gravação decorreu em 2012 nos estúdios de Mr. 305. A canção obteve um grande sucesso nas paradas latino-americanas da Billboard e teve um pico de número #2 na Latin Songs.

## Posições
| Tabela musical (2012)                | Melhor posição |
| ------------------------------------ | -------------- |
| Estados Unidos (Latin Songs)         | 2              |
| Estados Unidos (Latin Airplay)       | 2              |
| Estados Unidos (Latin Digital Songs) | 3              |
| Estados Unidos (Latin Pop Songs)     | 10             |

## Créditos e pessoal
Todo o processo de elaboração da canção foram contribuidas por:
- Armando C. Perez – vocais e composição;
- Gregor Salto – composição e produção;
- Manuel Corrao – composição;
- Vargas – composição;
- DJ Buddha – composição e produção;
- Tzvetin Todorov – composição e produção.